# Dinkelbier

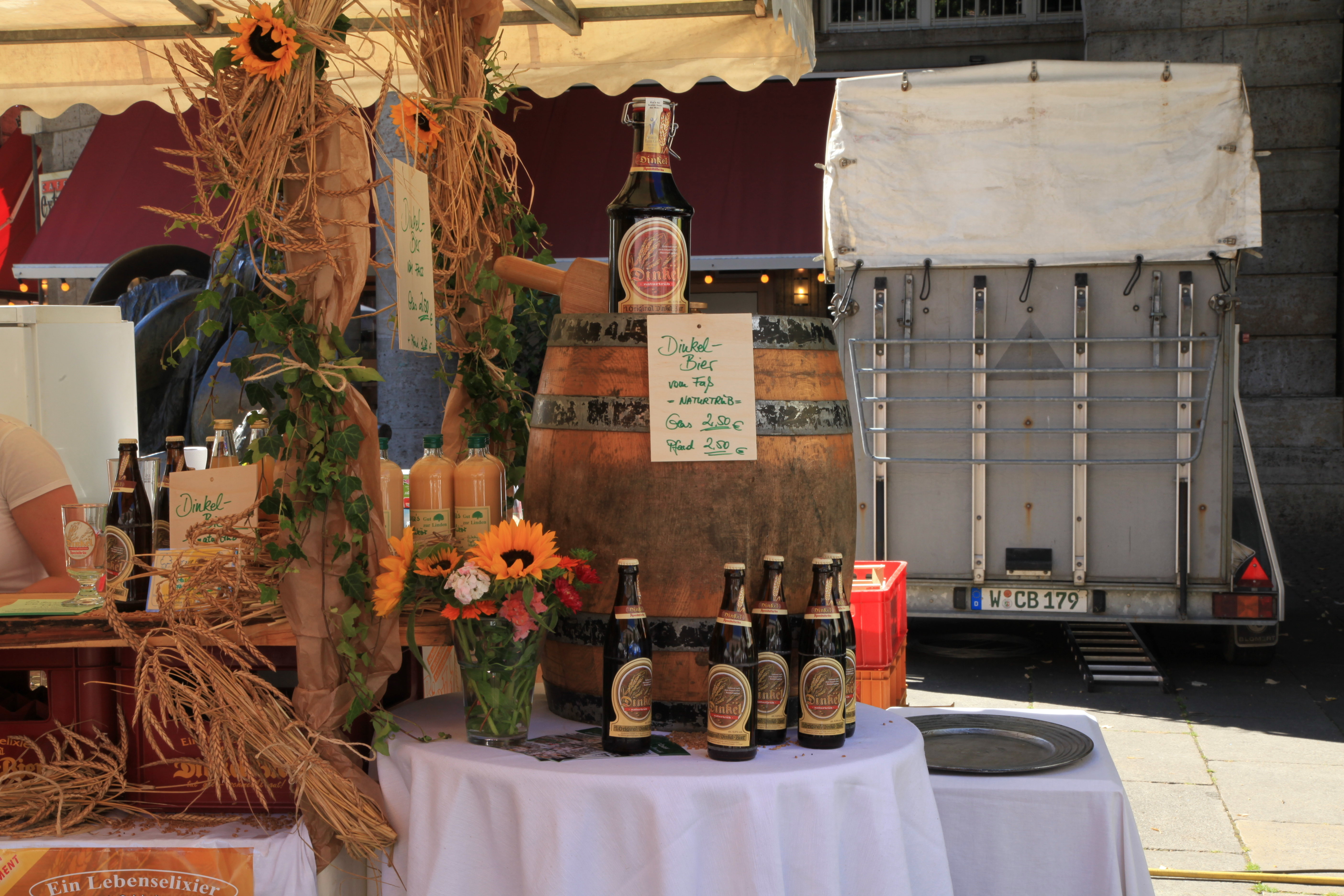
Mercado tradicional con Dinkelbier.

La Dinkelbier es, al igual que la Weißbier, un tipo de cerveza de fermentación alta. Se elabora a base de espelta. Es la precursora de la Weißbier, y su fabricación y sabor es parecido. Hay constancia de que en Europa ya se elaboraba en la Edad de Bronce, aunque en la actualidad no son muchas las cervecerías que la fabrican. Llegó a estar prohibida durante el Tercer Reich, hasta que a finales del siglo XX volvió a producirse.